# Юргенс, Оливер
Оливер Юргенс (эст. Oliver Jürgens; род. 10 мая 2003, Таллин, Эстония) — эстонский футболист, нападающий словацкого клуба «ДАК 1904» и сборной Эстонии.

## Карьера
Родился в Таллине. До 2019 года выступал за местные клубы, в 2014 году выступал в академии нижегородской «Волги». В 2018 году перешёл в клуб Третьего дивизиона Эстонии «Нымме Юнайтед», где выступал за основную и молодёжную команды. Дебютировал за клуб 14 июля 2018 года в матче со столичным «Аяксом», отличился забитым мячом на 67-й минуте. В сезоне 2019 года забил 28 мячей, став лучшим бомбардиром Первой лиги Б. В августе 2019 года перешёл в молодёжную команду «Эллас Верона». Также на правах аренды выступал за «Рому» U17. В сентябре 2020 года перешёл в молодёжную команду «Интернационале», в 2022 году присоединился к юниорам «Торино». В сентябре 2023 года стал игроком венгерского «Уйпешта». Дебютировал в Национальном чемпионате 23 сентября в матче с МТК.
30 января 2024 года перешёл в словацкий «ДАК 1904», подписав контракт до июня 2027 года. Дебютировал 10 февраля в матче против «Скалицы».

## Карьера в сборной
Выступал за национальную команду Эстонии до 16 лет. В основную сборную страны попал в 2023 году. Дебютировал на международном уровне в матче группового этапа квалификации Чемпионата Европы 2024 против сборной Австрии, заменив Хенри Аниера.